# 9936 Al-Biruni
9936 Al-Biruni è un asteroide della fascia principale. Scoperto nel 1986, presenta un'orbita caratterizzata da un semiasse maggiore pari a 3,0761994 UA e da un'eccentricità di 0,1900256, inclinata di 15,46846° rispetto all'eclittica.
L'asteroide è dedicato all'astronomo, matematico e medico persiano Abū al-Rayḥān Muḥammad ibn Aḥmad al-Bīrūnī.